# Alicante Sharks 2017
Questa voce raccoglie le informazioni riguardanti gli Alicante Sharks nelle competizioni ufficiali della stagione 2017.

## LNFA Serie C 2017

### Stagione regolare
| Almazora 5 febbraio 2017, ore 12:00 | Almassora Eagle Rays | 0 – 60 | Alicante Sharks | Campo de futbol Boqueras |

| Cartagena 5 marzo 2017, ore 16:30 | Cartagena Pretorianos | 12 – 37 | Alicante Sharks | Ciudad Deportiva Gomez Meseguer |

| Zuera 12 marzo 2017, ore 12:00 | Zaragoza Dark Knights | 0 – 35 | Alicante Sharks | Piscina Municipal de Ontinar de Salz |

| Alicante 18 marzo 2017, ore 18:00 | Alicante Sharks | 27 – 0 | Oviedo Madbulls | Campo Municipal Antonio Solana |

| Alicante 25 marzo 2017, ore 11:00 | Alicante Sharks | 28 – 0 | Cartagena Pretorianos | Campo Municipal Antonio Solana |

| Alicante 1º aprile 2017, ore 19:30 | Alicante Sharks | 55 – 0 | Almassora Eagle Rays | Campo Municipal Antonio Solana |

### Playoff
| Alicante 7 maggio 2017 | Alicante Sharks | 28 – 13 | Toros de Madrid |  |

| 21 maggio 2017 | Camioneros de Coslada | 40 – 0 | Alicante Sharks |  |

## Statistiche di squadra
| Competizione      | %Vittorie | In casa | In casa | In casa | In casa | In casa | In casa | In trasferta | In trasferta | In trasferta | In trasferta | In trasferta | In trasferta | Totale | Totale | Totale | Totale | Totale | Totale |
| Competizione      | %Vittorie | G       | V       | N       | P       | Pf      | Ps      | G            | V            | N            | P            | Pf           | Ps           | G      | V      | N      | P      | Pf     | Ps     |
| ----------------- | --------- | ------- | ------- | ------- | ------- | ------- | ------- | ------------ | ------------ | ------------ | ------------ | ------------ | ------------ | ------ | ------ | ------ | ------ | ------ | ------ |
| Stagione regolare | 1.000     | 3       | 3       | 0       | 0       | 110     | 0       | 3            | 3            | 0            | 0            | 132          | 12           | 6      | 6      | 0      | 0      | 242    | 12     |
| Playoff           | .500      | 1       | 1       | 0       | 0       | 28      | 13      | 1            | 0            | 0            | 1            | 0            | 40           | 2      | 1      | 0      | 1      | 28     | 53     |
| Totale            | .875      | 4       | 4       | 0       | 0       | 138     | 13      | 4            | 3            | 0            | 1            | 132          | 523          | 8      | 7      | 0      | 1      | 270    | 65     |